# Egg Bowl
L'Egg Bowl (traditionnellement appelé Battle for the Golden Egg) est le nom de la rivalité inter-étatique dans le football américain universitaire opposant deux équipes de l'État du Mississippi membres de la Southeastern Conference, les Bulldogs de l'université d'État du Mississippi basée à Starkville et les Rebels de l'université du Mississippi basée Oxford,,.
Les équipes se sont rencontrées pour la première fois en 1901. Depuis 1927, le vainqueur entre en possession du trophée dénommé Golden Egg. Le match a été disputé chaque année depuis la saison 1944, ce qui en fait la 10e plus longue série ininterrompue du pays.
Fin de saison 2023, c'est Ole Miss qui mène cette série avec 65 victoires contre 46 à Mississippi State et 6 nuls.
Le match est un exemple des rivalités sportives intra-étatiques entre deux universités publiques, l'une portant souvent le nom de l'État seul, et l'autre étant souvent une université subventionnée par l'État appelée « Université d'État ». Comme la plupart de ces rivalités, le match se joue à la fin de la saison régulière, dans ce cas pendant le week-end de Thanksgiving.
L'Egg Bowl a été joué 23 fois le jour de Thanksgiving, notamment de 1998 à 2003, en 2013 et de 2017 à 2023
. Le lieu de la rencontre alterne désormais entre les deux campus respectifs, les années impaires à Starkville domicile des Bulldogs et les années paires à Oxford, domicile des Rebels.

## Trophée
Les Aggies – l'université d'État du Mississippi s'appelait Mississippi A&M College jusqu'en 1932 et ses athlètes étaient surnommé les Aggies – ont dominé la série lors des premiers matchs dont 13 gagnés consécutivement de 1911 à 1925, en affichant un bilan en nombre de points de 327 contre 33 aux Red and Blue (surnom des Rebels à l'époque). Jusqu'en 1925, Ole Miss n'a remporté que cinq rencontres sur 23 matchs. Après le match de 1926 gagné 7 à 6, les fans d'Ole Miss ont envahi le terrain pour tenter de plier les piquets de but. Les supporters d'A&M n'ont pas apprécié que les supporters des Rebels détruisent leurs biens et des bagarres ont éclaté. Certains supporters d'A&M ont défendu les poteaux de but avec des chaises en bois et plusieurs blessés ont été signalés. Selon un compte-rendu : « Les supporters d'Aggie en colère ont attaqué le groupe d'Ole Miss avec des chaises en rotin et des bagarres ont éclaté. Le chaos a continué jusqu'à ce que la plupart des chaises soient brisées. ».
Pour éviter de tels événements, les étudiants des deux universités ont créé le Golden Egg, un grand trophée décerné à l'équipe gagnante chaque année depuis 1927. En cas d'égalité, l'université qui a remporté le match l'année précédente conserve le trophée pendant la première moitié de la nouvelle saison, puis le trophée est envoyé à l'autre université pour la seconde moitié de la nouvelle saison.
Le trophée est une grande pièce en laiton en forme de ballon de football américain montée sur une base en bois. Il symbolise traditionnellement la suprématie du football américain universitaire dans l'État du Mississippi pour l'année en cours. Les ballons utilisés dans le football américain des années 1920 étaient considérablement plus ovoïdes et plus émoussés que ceux utilisés de nos jours. Ils étaient similaires aux ballons encore utilisés actuellement au rugby. De facto, pour le public actuel, le trophée ressemble donc plus à un œuf qu'à un ballon de football américain.
Le match a été surnommé « Egg Bowl » en 1979 par Tom Patterson, journaliste sportif au Clarion-Ledger (en)''
.

## Palmarès
Le classement des équipes dans les tableaux ci-dessous est celui de l'Associated Press avant la saison 2014 et celui du comité du College Football Playoff depuis 2014.
La NCAA a accordé la victoire par forfait des rencontres de 1976 et 1977 remportées initialement par Mississippi State. Les victoires acquises par Ole Miss lors des saisons 2012 et 2014 ont été annulées  par le NCAA. Il en a été de même pour les victoires acquises par Mississippi State en 2018,.
Le bilan (en fin de saison 2024) au lieu d'être 68-46-6 (sans les annulations et forfaits) est donc de 66-46-6 (avec 3 matchs annulés dont les résultats ne sont pas pris en compte).
| Ole Miss (66)                    | Mississippi State (46)             | Nuls (6)                           | Annulés (3) et forfaits (3) par la NCAA |
| Plus large victoire              | Mississippi State, 65–0 (1915)     | Mississippi State, 65–0 (1915)     | Mississippi State, 65–0 (1915)          |
| Plus longue série de victoires   | Mississippi State, 13 (1911–1925)  | Mississippi State, 13 (1911–1925)  | Mississippi State, 13 (1911–1925)       |
| Série en cours sans défaite      | Ole Miss, 2 (depuis 2024)          | Ole Miss, 2 (depuis 2024)          | Ole Miss, 2 (depuis 2024)               |
| Trophée Golden Egg (depuis 1927) | Ole Miss, 60 Mississippi State, 29 | Ole Miss, 60 Mississippi State, 29 | Ole Miss, 60 Mississippi State, 29      |

| N° | Date              | Lieu       | Vainqueur             | Score |
| -- | ----------------- | ---------- | --------------------- | ----- |
| 1  | 28 octobre 1901   | Starkville | Mississippi A&M       | 17–0  |
| 2  | 25 octobre 1902   | Starkville | Ole Miss              | 21–0  |
| 3  | 14 novembre 1903  | Oxford     | Nul                   | 06–06 |
| 4  | 22 octobre 1904   | Columbus   | Ole Miss              | 17–05 |
| 5  | 30 novembre 1905  | Jackson    | Mississippi A&M       | 11–0  |
| 6  | 29 novembre 1906  | Jackson    | Ole Miss              | 29–05 |
| 7  | 28 novembre 1907  | Jackson    | Mississippi A&M       | 15–0  |
| 8  | 26 novembre 1908  | Jackson    | Mississippi A&M       | 44–06 |
| 9  | 25 novembre 1909  | Jackson    | Ole Miss              | 09–05 |
| 10 | 24 novembre 1910  | Jackson    | Ole Miss              | 30–0  |
| 11 | 30 novembre 1911  | Jackson    | Mississippi A&M       | 06–0  |
| 12 | 6 novembre 1915   | Tupelo     | Mississippi A&M       | 65–0  |
| 13 | 3 novembre 1916   | Tupelo     | Mississippi A&M       | 36–0  |
| 14 | 3 novembre 1917   | Tupelo     | Mississippi A&M       | 41–14 |
| 15 | 28 novembre 1918  | Starkville | Mississippi A&M       | 34–0  |
| 16 | 7 décembre 1918   | Oxford     | Mississippi A&M       | 13–0  |
| 17 | 8 novembre 1919   | Clarksdale | Mississippi A&M       | 33–0  |
| 18 | 6 novembre 1920   | Greenwood  | Mississippi A&M       | 20–0  |
| 19 | 29 octobre 1921   | Greenwood  | Mississippi A&M       | 21–0  |
| 20 | 21 octobre 1922   | Jackson    | Mississippi A&M       | 19–13 |
| 21 | 20 octobre 1923   | Jackson    | Mississippi A&M       | 13–06 |
| 22 | 18 octobre 1924   | Jackson    | Mississippi A&M       | 20–0  |
| 23 | 24 octobre 1925   | Jackson    | Mississippi A&M       | 06–0  |
| 24 | 25 novembre 1926  | Starkville | Ole Miss              | 07–06 |
| 25 | 24 novembre 1927  | Oxford     | Ole Miss              | 20–12 |
| 26 | 29 novembre 1928  | Starkville | Ole Miss              | 20–19 |
| 27 | 28 novembre 1929  | Oxford     | Nul                   | 07–07 |
| 28 | 27 novembre 1930  | Starkville | Ole Miss              | 20–0  |
| 29 | 26 novembre 1931  | Oxford     | Ole Miss              | 25–14 |
| 30 | 24 novembre 1932  | Starkville | Ole Miss              | 13–0  |
| 31 | 2 décembre 1933   | Oxford     | Ole Miss              | 31–0  |
| 32 | 1er décembre 1934 | Starkville | Ole Miss              | 07–03 |
| 33 | 30 novembre 1935  | Oxford     | Ole Miss              | 14–06 |
| 34 | 21 novembre 1936  | Starkville | Mississippi State     | 26–06 |
| 35 | 25 novembre 1937  | Oxford     | Mississippi State     | 09–07 |
| 36 | 26 novembre 1938  | Starkville | Ole Miss              | 19–06 |
| 37 | 25 novembre 1939  | Oxford     | Mississippi State     | 18–06 |
| 38 | 23 novembre 1940  | Starkville | #16 Mississippi State | 19–0  |
| 39 | 29 novembre 1941  | Oxford     | Mississippi State     | 06–0  |
| 40 | 21 novembre 1942  | Starkville | #16 Mississippi State | 34–12 |
| 41 | 25 novembre 1944  | Oxford     | Ole Miss              | 13–08 |
| 42 | 24 novembre 1945  | Starkville | Ole Miss              | 07–06 |
| 43 | 23 novembre 1946  | Oxford     | Mississippi State     | 20–0  |
| 44 | 29 novembre 1947  | Starkville | #15 Ole Miss          | 33–14 |
| 45 | 27 novembre 1948  | Oxford     | #17 Ole Miss          | 34–07 |
| 46 | 26 novembre 1949  | Starkville | Ole Miss              | 26–0  |
| 47 | 2 décembre 1950   | Oxford     | Ole Miss              | 27–20 |
| 48 | 1er décembre 1951 | Starkville | Ole Miss              | 49–07 |
| 49 | 29 novembre 1952  | Oxford     | #6 Ole Miss           | 20–14 |
| 50 | 28 novembre 1953  | Starkville | Nul                   | 07–07 |
| 51 | 27 novembre 1954  | Oxford     | #6 Ole Miss           | 14–0  |
| 52 | 26 novembre 1955  | Starkville | #14 Ole Miss          | 26–0  |
| 53 | 1er décembre 1956 | Oxford     | Ole Miss              | 13–07 |
| 54 | 30 novembre 1957  | Starkville | Nul                   | 07–07 |
| 55 | 29 novembre 1958  | Oxford     | #13 Ole Miss          | 21–0  |
| 56 | 28 novembre 1959  | Starkville | #2 Ole Miss           | 42–0  |
| 57 | 26 novembre 1960  | Oxford     | #3 Ole Miss           | 35–09 |
| 58 | 2 décembre 1961   | Starkville | #5 Ole Miss           | 37–07 |
| 59 | 1er décembre 1962 | Oxford     | #3 Ole Miss           | 13–06 |
| 60 | 30 novembre 1963  | Starkville | Nul                   | 10–10 |
| 61 | 5 décembre 1964   | Oxford     | Mississippi State     | 20–17 |

| N°  | Date             | Lieu       | Vainqueur             | Score  |
| --- | ---------------- | ---------- | --------------------- | ------ |
| 62  | 27 novembre 1965 | Starkville | Ole Miss              | 21–0   |
| 63  | 26 novembre 1966 | Oxford     | Ole Miss              | 24–0   |
| 64  | 2 décembre 1967  | Starkville | Ole Miss              | 10–03  |
| 65  | 30 novembre 1968 | Oxford     | Nul                   | 17–17  |
| 66  | 27 novembre 1969 | Starkville | #14 Ole Miss          | 48–22  |
| 67  | 26 novembre 1970 | Oxford     | Mississippi State     | 19–14  |
| 68  | 25 novembre 1971 | Starkville | #18 Ole Miss          | 48–0   |
| 69  | 25 novembre 1972 | Oxford     | Ole Miss              | 51–14  |
| 70  | 24 novembre 1973 | Jackson    | Ole Miss              | 38–10  |
| 71  | 23 novembre 1974 | Jackson    | Mississippi State     | 31–13  |
| 72  | 22 novembre 1975 | Jackson    | Ole Miss              | 13–07  |
| 73  | 20 novembre 1976 | Jackson    | Ole Miss              | 28–11  |
| 74  | 19 novembre 1977 | Jackson    | Ole Miss              | 18–14  |
| 75  | 25 novembre 1978 | Jackson    | Ole Miss              | 27–07  |
| 76  | 24 novembre 1979 | Jackson    | Ole Miss              | 14–09  |
| 77  | 22 novembre 1980 | Jackson    | #17 Mississippi State | 19–14  |
| 78  | 21 novembre 1981 | Jackson    | Ole Miss              | 21–17  |
| 79  | 20 novembre 1982 | Jackson    | Mississippi State     | 27–10  |
| 80  | 19 novembre 1983 | Jackson    | Ole Miss              | 24–23  |
| 81  | 24 novembre 1984 | Jackson    | Ole Miss              | 24–03  |
| 82  | 23 novembre 1985 | Jackson    | Ole Miss              | 45–27  |
| 83  | 22 novembre 1986 | Jackson    | Ole Miss              | 24–03  |
| 84  | 21 novembre 1987 | Jackson    | Mississippi State     | 30–20  |
| 85  | 26 novembre 1988 | Jackson    | Ole Miss              | 33–06  |
| 86  | 25 novembre 1989 | Jackson    | Ole Miss              | 21–11  |
| 87  | 24 novembre 1990 | Jackson    | #21 Ole Miss          | 21–09  |
| 88  | 23 novembre 1991 | Starkville | Mississippi State     | 24–09  |
| 89  | 28 novembre 1992 | Oxford     | #24 Ole Miss          | 17–10  |
| 90  | 27 novembre 1993 | Starkville | Mississippi State     | 20–13  |
| 91  | 26 novembre 1994 | Oxford     | #19 Mississippi State | 21–17  |
| 92  | 25 novembre 1995 | Starkville | Ole Miss              | 13–10  |
| 93  | 30 novembre 1996 | Oxford     | Mississippi State     | 17–0   |
| 94  | 29 novembre 1997 | Starkville | Ole Miss              | 15–14  |
| 95  | 26 novembre 1998 | Oxford     | #25 Mississippi State | 28–06  |
| 96  | 25 novembre 1999 | Starkville | #18 Mississippi State | 23–20  |
| 97  | 23 novembre 2000 | Oxford     | Ole Miss              | 45–30  |
| 98  | 22 novembre 2001 | Starkville | Mississippi State     | 36–28  |
| 99  | 28 novembre 2002 | Oxford     | Ole Miss              | 24–12  |
| 100 | 27 novembre 2003 | Starkville | #17 Ole Miss          | 31–0   |
| 101 | 27 novembre 2004 | Oxford     | Ole Miss              | 20–03  |
| 102 | 26 novembre 2005 | Starkville | Mississippi State     | 35–14  |
| 103 | 25 novembre 2006 | Oxford     | Ole Miss              | 20–17  |
| 104 | 23 novembre 2007 | Starkville | Mississippi State     | 17–14  |
| 105 | 28 novembre 2008 | Oxford     | #25 Ole Miss          | 45–0   |
| 106 | 28 novembre 2009 | Starkville | Mississippi State     | 41–27  |
| 107 | 27 novembre 2010 | Oxford     | #25 Mississippi State | 31–23  |
| 108 | 26 novembre 2011 | Starkville | Mississippi State     | 31–03  |
| 109 | 24 novembre 2012 | Oxford     | Ole Miss              | 41–24  |
| 110 | 28 novembre 2013 | Starkville | Mississippi State     | 17PR10 |
| 111 | 29 novembre 2014 | Oxford     | #18 Ole Miss          | 31–17  |
| 112 | 28 novembre 2015 | Starkville | #19 Ole Miss          | 38–27  |
| 113 | 26 novembre 2016 | Oxford     | Mississippi State     | 55–20  |
| 114 | 23 novembre 2017 | Starkville | Ole Miss              | 31–28  |
| 115 | 22 novembre 2018 | Oxford     | #22 Mississippi State | 35–03  |
| 116 | 28 novembre 2019 | Starkville | Mississippi State     | 21–20  |
| 117 | 28 novembre 2020 | Oxford     | Ole Miss              | 31–24  |
| 118 | 25 novembre 2021 | Starkville | #9 Ole Miss           | 31–21  |
| 119 | 24 novembre 2022 | Oxford     | Mississippi State     | 24–22  |
| 120 | 23 novembre 2023 | Starkville | #12 Ole Miss          | 17–07  |
| 121 | 29 novembre 2024 | Oxford     | #14 Ole Miss          | 26–14  |

Notes :
1. ↑  Forfait imposé par la NCAA à Mississippi State[10].
2. ↑  Forfait imposé par la NCAA à Mississippi State[10].
3. ↑  Les victoires de la saison 2012 de Ole Miss ont annulées par le NCAA[10].
4. ↑  Les victoires de la saison 2014 de Ole Miss ont annulées par le NCAA[10].
5. ↑  Les victoires de la saison 2018 de Mississippi State ont été annulées par le NCAA[10],[11].

| Villes     | Matchs | Victoires | Victoires         | Nuls | Saisons                             |
| ---------- | ------ | --------- | ----------------- | ---- | ----------------------------------- |
| Villes     | Matchs | Ole Miss  | Mississippi State | Nuls | Saisons                             |
| Starkville | 43     | 25        | 15                | 3    | 1901–02, 1918, 1926–71, depuis 1991 |
| Oxford     | 42     | 23        | 13                | 3    | 1903, 1918, 1927–72, depuis 1992    |
| Jackson    | 29     | 17        | 12                | 0    | 1905–11, 1922–25, 1973–90           |
| Tupelo     | 03     | 0         | 03                | 0    | 1915–17                             |
| Greenwood  | 02     | 0         | 02                | 0    | 1920–21                             |
| Clarksdale | 01     | 0         | 01                | 0    | 1919                                |
| Columbus   | 01     | 01        | 0                 | 0    | 1904                                |

## Galerie

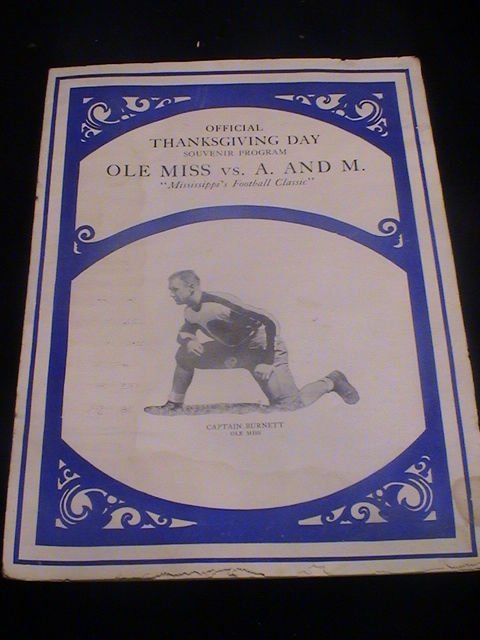
Programme de l'Egg Bowl 2019.
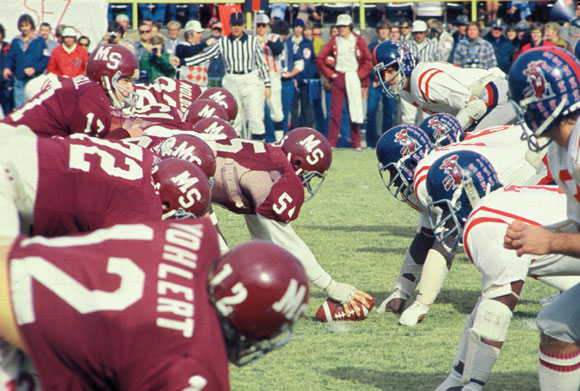
Ole Miss et Mississippi Statesur la ligne d'engagement lors de l'Egg Bowl 1975.

## Articles annexes
- Liste des matchs de rivalité en football américain universitaire de la NCAA